# عراق در بازی‌های آسیایی ۱۹۷۴
عراق در بازی‌های آسیایی ۱۹۷۴ در تهران، ایران که از ۱ تا ۱۶ سپتامبر ۱۹۷۴ برگزار شد، شرکت کرد. این کشور با ۱ مدال طلا و ۳ مدال برنز (در مجموع ۴ مدال) در جایگاه چهاردهم قرار گرفت.